# フルサイズバン
フルサイズバン (Full size van) はアメリカ合衆国における自動車の分類で、ミニバンより大きく、大きな四角い外観、短いボンネット、非常に大きな積載量や乗客定員を持つことを特徴とするバンである。

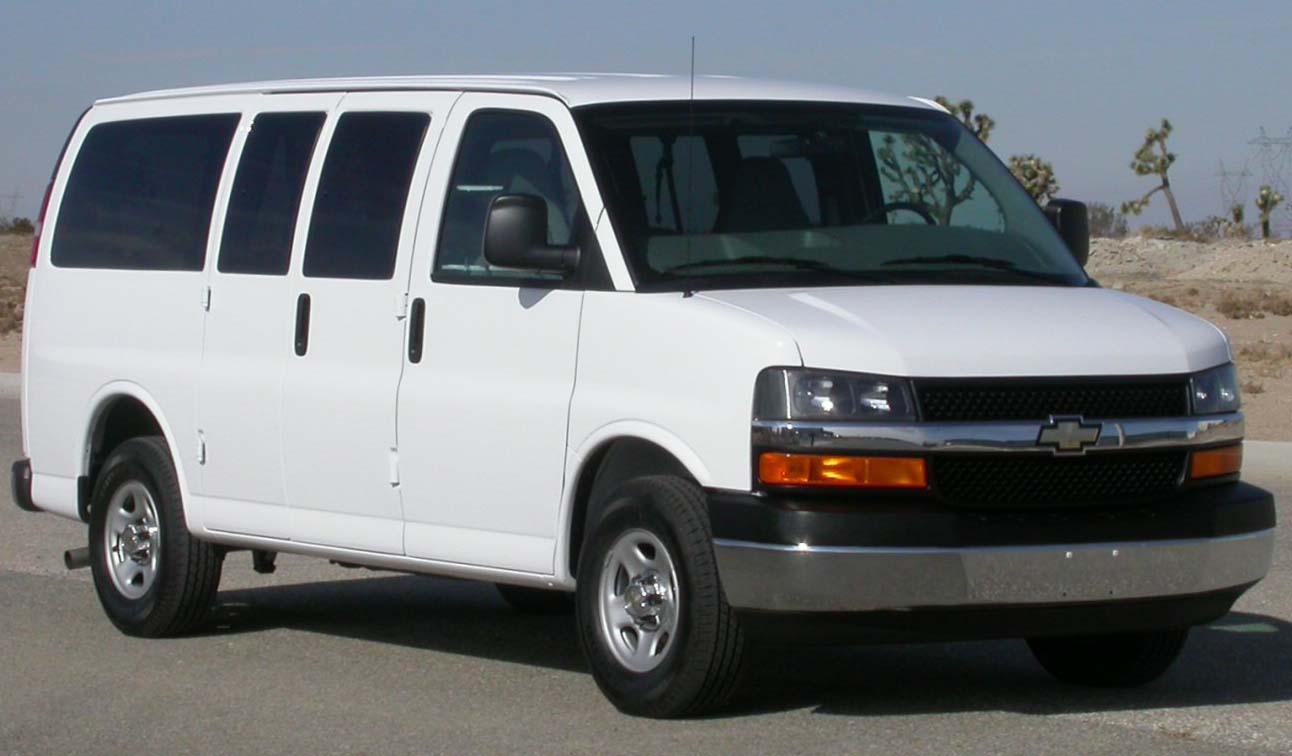
典型的フルサイズバンの一つ、シボレー・エクスプレス

## 概要
近年では全長5-6mでV型8気筒の4-6L、オートマチックトランスミッション、後輪駆動を特徴とする。
フォルクスワーゲン・タイプ2に対抗するため1960年代初頭にコンパクトカー（大衆車）ベースのバンが登場したが、フルサイズバンはそれらに取って代わった。
最初のフルサイズバンは、フォード・Fシリーズをベースとした1969年のフォード・エコノラインである。ゼネラルモーターズ（GMC）とダッジが同様の手法でそれに続いた。
以来長らくビッグ・スリーのフォード・Eシリーズとシボレー・エクスプレス / GMC・サバンナで市場を占有している。